# Mitsuteru Yokoyama
Mitsuteru Yokoyama (横山 光輝?, Yokoyama Mitsuteru; Kōbe, 18 giugno 1934 – Tokyo, 15 aprile 2004) è stato un fumettista giapponese.

## Biografia
Yokoyama iniziò a disegnare manga quando era ancora uno studente delle superiori, ispirato dalle opere di Osamu Tezuka, per poi diventare uno dei più celebrati mangaka del dopoguerra. Dopo il diploma iniziò a lavorare come impiegato in una banca, senza però rinunciare a spedire i suoi lavori amatoriali alle principali case editrici. La sua grande occasione arrivò grazie all'editore Tokudo di Osaka, che gli commissionò un volume unico: debuttò così come professionista con Otonashi no Ken nel 1955.
Il successo di pubblico gli consentì di proseguire, scrivendo e disegnando altri due lavori prima di iniziare l'opera che gli avrebbe cambiato la vita, Tetsujin 28 go (Super Robot 28): pubblicato dal 1956 al 1966 sulla rivista Shōnen della editrice Kobundo di Tokyo, fu il primo manga in cui compare un robot gigante, anche se radiocomandato, ed il successo fu tale che il soggetto venne scelto per essere trasformato in un anime televisivo nel 1963.
Autore eclettico, nella sua lunga carriera ha toccato molti generi, dal fantascientifico allo storico, passando anche per opere umoristiche e mahō shōjo, come il famoso Mahōtsukai Sally (Sally la maga), pure trasformato in un anime. Altre opere di rilievo sono senza dubbio Giant Robot del 1967, Babel nisei (Babil Junior) del 1972, e Sangokushi, monumentale riscrittura di un classico della letteratura storica cinese, Il romanzo dei Tre Regni, pubblicato in 60 tankōbon dal 1974 al 1988.
Nel 2001 vide la luce la serie anime Gira il mondo principessa stellare, basata sul manga Comet-san di Yokoyama, già trasposto in una serie di telefilm circa trent'anni prima.
È morto all'età di 69 anni nell'incendio della sua abitazione a Tokyo, mentre era convalescente a letto.

## Opere principali

### Manga
Elenco parziale delle opere di Yokoyama divise per tipologia di pubblico e genere.

#### Per ragazzi

##### Robot
- Tetsujin 28 go, (鉄人28号) (Super Robot 28) (1956-1966)
- Tetsu no Samuson (てつのサムソン) (1962-1964)
- Midori no maō (みどりの魔王) (1965)
- Jaianto Robo (ジャイアントロボ - 初期のみ小沢さとると共作) (Giant Robot) (1967)
- Mutekigouriki  (むてきごうりき) (1969)
- Sandā Daiō (サンダー大王) (1971)

##### Ninja
- Iga no kage maru (伊賀の影丸) (1961-1966)
- Ninpō jū ban shōbu. Jū ban shōbu  (忍法十番勝負・十番勝負) (1964)
- Kamen no ninja aka kage (仮面の忍者 赤影) (1966-1967)
- Musasabi (ムササビ) (1969)
- Shōnen ninja fū yo (少年忍者風よ) (1978)
- Shin Kamen no ninja aka kage (新・仮面の忍者 赤影) (1987)

##### Fantascienza
- Reddo masuku (   レッドマスク) (1958)
- Uchuusen reddoshāku (宇宙船レッドシャーク) (1965-1967)
- Chikyū nanbā V 7  (地球ナンバーV7) (1968-1969)
- Baberu 2-sei (バビル2世) (Babil Junior) (1971-1973)
- Sekando man (セカンドマン) (1974)
- Toki no gyōja (時の行者) (1975)
- Māzu (マーズ) (Mars) (1976)
- Makai shū (魔界衆) (1976)
- Konchū wakusei (昆虫惑星) (1977)
- Sono na wa 101 (wan zero wan) (その名は101（ワンゼロワン）- Seguito di Babil Junior) (1977-1979)

##### Jidaimono
- Oto nashi no ken (音無しの剣) (1955)
- Kaze tō den (風盗伝) (1968)
- Yami no do oni (闇の土鬼) (1973)
- Koi to jitte to o gin chan (恋と十手とお銀ちゃん) (1975)

##### Vari
- Komando J (コマンドJ) (1965-1966)
- Guranpuri yarō (グランプリ野郎) (1966-1968)
- Abare tendō (  あばれ天童) (1974)
- Jashin gurōne (邪神グローネ) (1977)
- Hakuhatsu oni - Edogawa Ranpo Gensaku (白髪鬼 - 江戸川乱歩原作) (1969-1970)
- Shōnen roketto butai (少年ロケット部隊) (1960-1963)

#### Per ragazze
- O ten ba tenshi (おてんば天使) (1959-1962)
- Mahōtsukai Sari (魔法使いサリー) (Sally la maga) (1966-1967)
- Kometto san (コメットさん) (1967)
- Kuīn fenikkusu (クイーンフェニックス) (1975)

#### Per adulti
- Katame saru (片目猿) (1963-1965)
- Chi emi karasu (血笑鴉) (1970-1972)
- Onibi (鬼火) (1971)
- Uiguru burai (ウイグル無頼) (1972)
- Chō tadashi (長征) (1972)
- Sengoku shishi den (戦国獅子伝) (1972-1973)
- Ōkami no seiza (狼の星座) (1975-1977)
- Sekigan no Ryū (隻眼の竜) (1977-1979)
- Heiba jigoku tabi (兵馬地獄旅) (1979)

#### Racconti storici

##### Cina
- Mizu 滸伝  (水滸伝) (1967-1971)
- Sangokushi (三国志) (1971-1987)
- Kōu to ryūhō -  (項羽と劉邦 -) (1987-1992)
- Shiki (Yokoyama Mitsuteru no manga) (史記 (横山光輝の漫画) ) (1992-1999)

##### Mongolia
- Chingisuhān (ムササビ) (1987-1988)

##### Giappone
- Yamaoka Shōhachi gensaku – Oda Nobunaga (山岡荘八原作 - 織田信長) (1985)
- Genroku go tatami bugyō no nikki (元禄御畳奉行の日記) (1986)
- Yamaoka Shōhachi gensaku – Date Masashi Mune (山岡荘八原作 - 伊達政宗) (1986)
- Takeda Shingen (武田信玄) (1987)
- Takeda Katsuyori (武田勝頼) (1988)
- Yamaoka Shōhachi gensaku - Toyotomi Hideyoshi (山岡荘八原作 - 豊臣秀吉（異本太閤記）) (1988)
- Sute dōji Matsudaira Tadashi Teru  (捨て童子松平忠輝) (1992)
- Yamaoka Shōhachi gensaku - Tokugawa Ieyasu (山岡荘八原作 - 徳川家康) (1996)